# Westend (Mönchengladbach)
Westend ist ein Stadtteil im Stadtbezirk Nord der kreisfreien Großstadt Mönchengladbach in Nordrhein-Westfalen.

## Lage
Der Stadtteil Westend liegt südwestlich der Mönchengladbacher Innenstadt. Er wird im Nordosten begrenzt von der Bundesstraße 230, im Südosten von Karl-Barthold-Weg, Vitusstraße, Ohlerkirchweg und Am Dreimüllerhof, im Südwesten von der Landscheidung sowie im Westen von Immelmannstraße, Aachener Straße und Rudolfstraße.

## Infrastruktur
Über die Bundesstraßen 230 und 57, die sich im Norden von Westend kreuzen, erreicht man Ziele in allen Himmelsrichtungen. Der Hauptbahnhof Mönchengladbach ist etwa 1,5 km entfernt.
Die nächstgelegene Autobahnauffahrt Mönchengladbach-Holt (Anschlussstelle 11 der Autobahn 61) befindet sich etwa 2 km südwestlich von Westend und ist über die B 57 zu erreichen.
An den ÖPNV ist Westend durch die Buslinien 005, 007, 015, 017 und 025 der NEW angebunden.
Überwiegend Wohnbebauung und Geschäfte des täglichen Bedarfs finden sich im Norden und Osten des Stadtteils. Westlich der Alexianerstraße liegt die katholische Kirche Heilig Kreuz in unmittelbarer Nachbarschaft schulischer und sozialer Einrichtungen wie zum Beispiel die Gemeinschaftsgrundschule Carl-Sonnenschein, die Geschwister-Scholl-Realschule und das Gemeinschaftszentrum „Das Westend“.
An der Hügelstraße liegt einer der Jüdischen Friedhöfe der Stadt Mönchengladbach. Östlich schließt sich die Ernst-Reuter-Sportanlage an, Spielstätte des 1. FC Mönchengladbach.
Zentrum und Südosten des Stadtteils sind Industriegebiet. Hier findet man beispielsweise Entsorgungs- und Großhandelsunternehmen. Auch die international im Anlagen- und Maschinenbau tätige SMS group hat im Westend einen Produktionsstandort und bezieht dort einen neu errichteten Forschungs-Campus (im Bau; Fertigstellung 2023).

## Geschichte

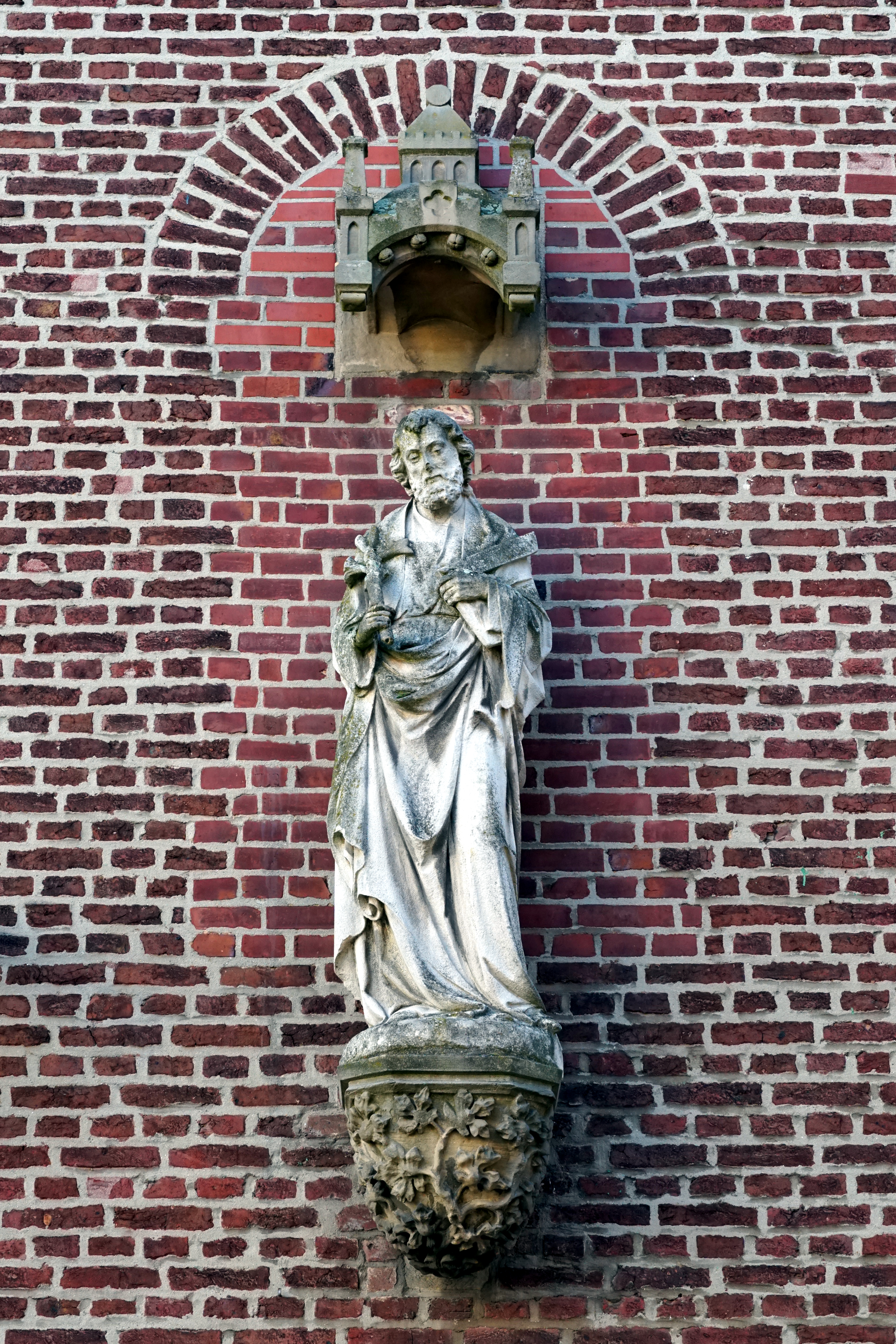
Statue des Hl. Josef (19. Jh.), ehemals über dem Hauptportal des Alexianer-Klosters

Im 19. Jahrhundert errichtete die katholische Ordensgemeinschaft der Alexianerbrüder auf dem Gelände zwischen Luisen- und Blumenberger Straße das Alexianer-Kloster St. Josef mit einer angeschlossenen psychiatrischen Heil- und Pflegeanstalt. Der in Seelsorge und Sozialarbeit im Arbeiter- und Studentenmilieu tätige Priester Carl Sonnenschein wohnte in den Jahren 1906 bis 1919 direkt neben dem Klostergelände und las regelmäßig die Messe in der Klosterkirche.
Während der Zeit des Nationalsozialismus wurden, wie aus allen Alexianer-Krankenhäusern und anderen Heilanstalten, im Zuge der Aktion T4 Patienten aus Mönchengladbach in andere Einrichtungen „verlegt“, um sie anschließend zu ermorden. Im September 1944 wurden große Teile des Klosters und des Krankenhauses durch Bomben zerstört.
1956 verließen die Alexianerbrüder Mönchengladbach, und das Kloster wurde 1967 bis auf den notdürftig hergerichteten Patiententrakt des Krankenhauses abgerissen. Dieser beherbergte noch bis 1974 Kriegsflüchtlinge, bis sie neuen Wohnraum gefunden hatten, und wurde  danach ebenfalls abgerissen. Erhalten blieb lediglich die Statue des Heiligen Josef mit Wanderstab und Winkelmaß, die über dem Haupteingang des Klosters angebracht gewesen war. Sie ist seit 1980 an der Seitenwand des Altbaus der Carl Sonnenschein-Schule zu finden.
Als Ersatz für die zerstörte Klosterkirche St. Josef wurde in den Jahren 1952/53 die Kirche Heilig Kreuz erbaut, die 1961 zur Pfarrkirche erhoben wurde.